# Barátok közt
A Barátok közt hétköznaponként jelentkező magyar televíziós sorozat volt, amely 1998. október 26-a és 2021. július 17-e között futott az RTL Klubon. Indulása óta Magyarország legnépszerűbb sorozatává nőtte ki magát, valamint egyike volt a legnézettebb műsoroknak a magyar televíziózásban. Ismétlései megtekinthetőek voltak a Sorozat+-on. A Nielsen Közönségmérés és az RTL 2013. június 11-i adatai szerint a Barátok közt Magyarország legnézettebb televíziós műsora volt, amelyet az akkori mérés szerint 1 millió 283 ezer néző követett figyelemmel. 2014-ben mindössze egy hétre, 2015 óta pedig egyáltalán nem vonult nyári szünetre a sorozat. Legnagyobb riválisa a TV2 Jóban Rosszban című sorozata volt.
2020. november 30-án bejelentették, hogy a sorozat az egyre csökkenő nézettsége miatt több mint 10 000 epizód és közel 23 év után véget ér. Az utolsó rész, a 10 456., 2021. július 17-én 20 órakor került adásba. 2022 májusában bejelentették, hogy az RTL Gold 2022 júniusától újra leadja a sorozatot, egészen az 1. epizódtól, hétköznaponként napi négy félórás résszel, amit hétvégén ismétel is. 2024 áprilisától azonban megszűntek a hétvégi ismétlések, aminek eredményeként hétköznap és hétvégén esténként is nyolc epizódot adnak le, amit másnap ismételnek. A sorozat ismétlése az RTL Gold 3. legnézettebb műsora. 2025. január 6-ától az RTL ismét műsorra tűzte a sorozatot minden hétköznap délután az első résztől.  

## Helyszín

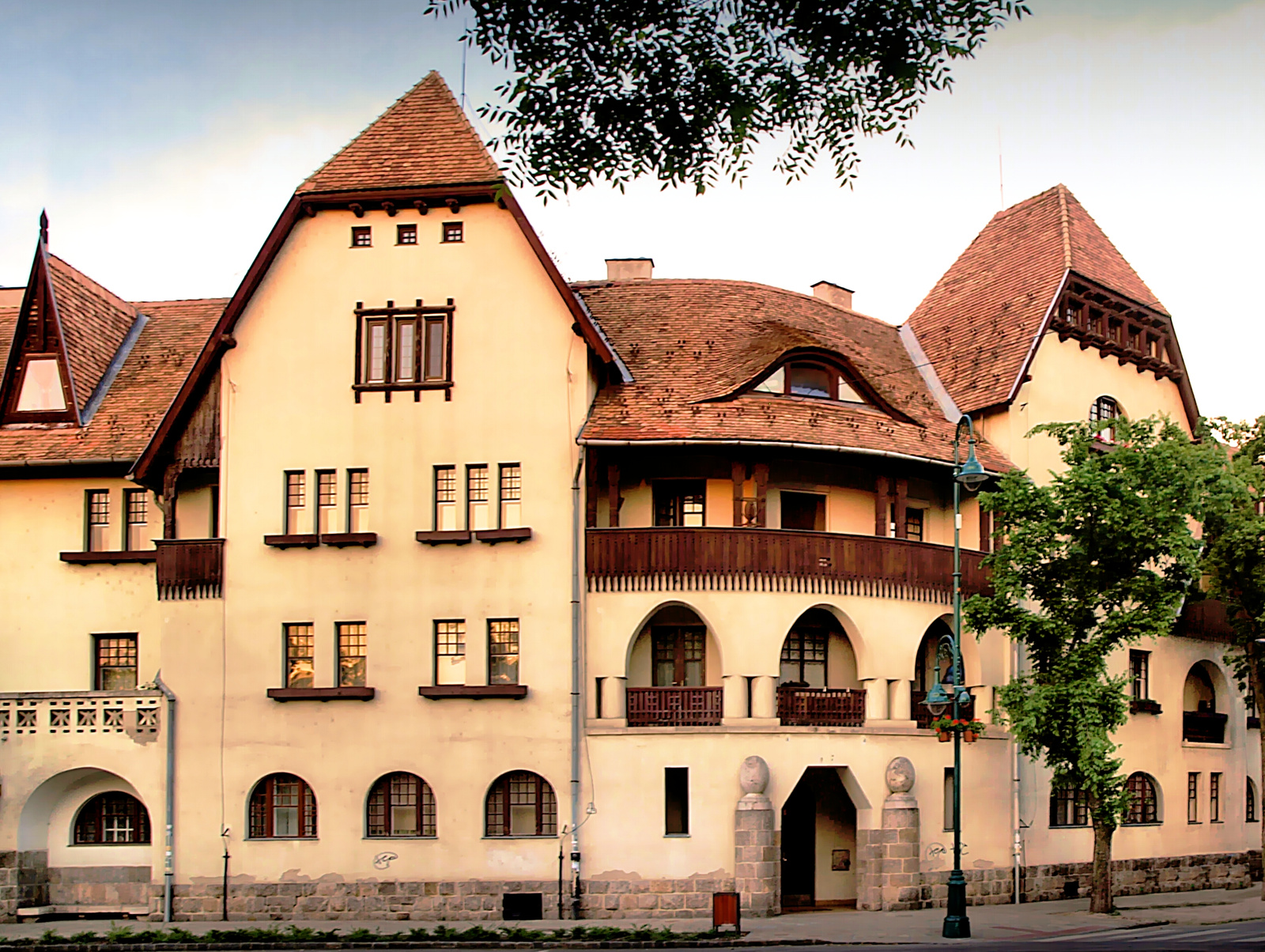
A szereplők többségének otthona, a képzeletbeli XXIV. kerületben található Mátyás király téren. Az épület a valóságban a XIX. kerületi Kós Károly tér 4-es házszámú épülete

A felvételek többségét a Magyar Grundy UFA Kft. műtermében vették fel, amely a 2006-ban átköltözött a XV. kerületi Késmárk utca és Rákospalotai határút sarkán állt stúdióból Budatéténybe, a frissen felépült RTL Klub központba, a Tétény Irodaház-ba. A több mint 1000 m²-es stúdiót és az ezt kiszolgáló helyiségeket kicsivel több mint 3 hónap alatt építették fel.
A külső forgatások helyszínei változóak. Többnyire zöld háttér segítségével varázsolták oda a helyszíneket. A park, amelyet sokszor láthatunk a sorozatban, a kispesti Kós Károly téren található.

## Főcímdal
A főcímdal Som Krisztián szerzeménye volt. Az első változatot Tisza Bea énekesnő adta elő. 2001. október 1-től, az azóta több változtatáson átesett főcímdalt Szatmári Orsolya és Som Krisztián énekelte.
A főcímdal szövege: „Új élet vár, felejts el mindent, mindent, ami fáj! Jövőd fényesebb, jól tudod, régóta rájöttél, hogy boldog élet rád csak barátok közt vár!”

## Története
- A sorozat első epizódja 1998. október 26.-án este került adásba. Az első évad elején a végefőcím alatt még hallatszott a főcímdal, de ezt a 278. résztől megszüntették.
- 2000 januárjában megújult a sorozat főcíme, amiből kivették a távozó Juhász Gabit (Pető Fanni).
- 2000. június 16-tól a sorozat főcíme kisebb változtatáson ment át, Novák Csaba (Kőváry Tamás) helyére Balassa Imre (Kinizsi Ottó) került be.
- 2001. október 1-től képi megjelenésben vadonatúj főcímet kapott a sorozat, egyúttal a zene is teljesen más lett. Ettől kezdve a főcímdalt Som Krisztián és Szatmári Orsolya énekelte Tisza Bea helyett. A szereplőket bemutató képsorokon már nem látható dr. Balogh Nóra (Varga Izabella) és a már korábban, 2001. július 6-tól a főcímből hiányzó Berényi Ákos (Somorjai Tibor). Ugyanakkor bekerült a főcímbe a Szilágyi család három tagja: Szilágyi Andrea (Deutsch Anita), Szilágyi Lóránt (Magyar Bálint) és Szilágyi Pál (Bruckmann Balázs), továbbá a végefőcím szerint további szereplőként közreműködő Kertész Géza (Németh Kristóf), Mátyás Tilda (Erdélyi Tímea) és Berényi Bandika (Mile Tamás Zoltán) is.
- 2002. április 29-től a sorozat története szerint Párizsból visszatért dr. Balogh Nóra (Varga Izabella) újra látható a főcímben. Még ebben az évben július 8-tól Hoffer József (Körtvélyessy Zsolt) és november 6-tól Hoffer Mihály (Halász Gábor) valamint Hoffer Eszter (Konta Barbara) már nem látható a főcímben. Szintén november 6-tól Berényi András, Zsuzsa és Kata másképpen jelennek meg a főcímben, ez utóbbi dátummal került be a Szentmihályi család három tagja: György (Gyetván Csaba), Zsófi (Lékai-Kiss Ramóna) és a végefőcímben további szereplőként felsorolt Szilvia (Hullan Zsuzsa).
- 2003-tól Szabó Erika váltja a főcímben Erdélyi Tímeát, valamint még ugyanebben az évben kivették Szilágyi Lórántot (Magyar Bálint), és Novák Évát (Csapó Virág), és bekerült dr. Ferenczy Orsolya (Lóránt Kriszta).
- 2004 tavaszán a sorozat főcíme kétszer is megváltozott, április 19-től a már távozott Berényi Kata (Juga Veronika) és Dani (Váradi Zsolt), illetve Kertész Mónika (Farkasházi Réka) helyett Varga Brigitta (Kántor Zsuzsa) és Varga Petra (Németh Franciska) látható. Május 17-től Egresi Tóni (Dósa Mátyás) és Temesvári Noémi (Csifó Dorina) is bekerült a főcímbe, ugyanakkor kivették az Olaszországba visszautazó Szentmihályi Szilviát (Hullan Zsuzsa), egyúttal Berényi Miklós, dr. Balogh Nóra, Berényi Claudia, Novák László, dr. Ferenczy Orsolya, Szilágyi Andrea és Szilágyi Pál kivételével minden szereplő másképpen jelenik meg a főcímben.
- 2004. december 22-23-án (2751.-2754. rész) egy 4 részes karácsonyi különkiadást mutattak be, amely 1973 karácsonyát idézte fel. Ezek a részek a szokottnál pár perccel hosszabbak. 2004 végén Kertész Mónika (Farkasházi Réka) újra bekerült a főcímbe.
- 2005 folyamán többször is változott a főcím, nevezetesen kivették Varga Brigittát (Kántor Zsuzsa), Varga Petrát (Németh Franciska), Szentmihályi Györgyöt (Gyetván Csaba) és Szilágyi Andreát (Deutsch Anita), ugyanezen év szeptember 5-től Berényi Miklós és Berényi Claudia kivételével mindenki másképpen jelenik meg a főcímben, valamint bekerült Harmathy Emma (Marenec Fruzsina), Mátyás Richárd (Galgóczy Gáspár), Vadász Ferenc (Sárosi Gábor Áron), Nádor Kinga (Balogh Edina) és Bartha Zsolt (Rékasi Károly), továbbá ismét látható Szilágyi Andrea (Deutsch Anita). 2005 őszén újra kivették a főcímből Kertész Mónikát (Farkasházi Réka).
- 2006. február 2-től, a 3261. résztől a sorozat az egyes epizódok számával feltüntetve került adásba. Még ugyanebben az évben kivették a főcímből Vadász Ferencet (Sárosi Gábor Áron).
- 2007. május 28-tól a sorozat főcímében az alkotók követték a változásokat, ennek megfelelően Illés Júlia (Mérai Katalin) és lánya Vanda (Kardos Eszter), valamint Kertész Botond (Hári Richárd) és Szeibert Erik (Réti Barnabás) látható, miközben a távozott karaktereket: Dr. Balogh Nóra (Varga Izabella), Berényi Zsuzsa (Csomor Csilla) és Mátyás Richárd (Galgóczy Gáspár) eltávolították.
- 2007. augusztus 27-étől, a tizedik évad kezdetétől, miután Egresi Tóni (Dósa Mátyás) autóbalesetben életét vesztette, megváltozott az egyes részeket felvezető sorozat főcíme, egyúttal a végefőcím alatt is teljesen más zene hallható, a főszereplőket bemutató képsorokat pedig 2007. december 10-étől teljesen kicserélték, amelyekben már nem látható Egresi Tóni (Dósa Mátyás), viszont újra bekerült a főcímbe dr. Balogh Nóra (Varga Izabella), valamint a zene is teljesen más lett. A sorozat történetében először nem a Berényi család tagjaival, hanem a Kertész családot alakító színészekkel indul a főcím, amelynek végén az összes főszereplő egyszerre látható.
- 2008 júniusától Gonda Kata váltja a főcímben Csifó Dorinát.
- 2008 őszén a sorozat elindulásának tizedik évfordulója alkalmából megjelent a sorozat hivatalos kézikönyve, amely a sorozat elmúlt egy évtizedét összegzi.
- 2009. augusztus 31-étől, a tizenkettedik évad kezdetétől, teljesen új főcímmel látható a sorozat, valamint a zene is megváltozott. Ezen időponttól bekerült a főcímbe Berényi Attila (Domokos László), Illés Péter (Barna Zsombor), valamint Bokros Linda (Opitz Petra) és Weidner Nikolett (Kakasy Dóra), ugyanakkor kivették Szilágyi Andreát (Deutsch Anita), valamint Szilágyi Pált (Bruckmann Balázs), Kertész Magdit (Fodor Zsóka), Mátyás Tildát (Szabó Erika), Szeibert Eriket (Réti Barnabás), Harmathy Emmát (Marenec Fruzsina) és Temesvári Noémit (Gonda Kata).
- 2009. október 9-étől a főcímben Fekete Szabolcs (Bozsek Márk) váltja a távozó Kertész Botondot (Hári Richárd).
- 2010. január 8-tól Szabó Kitti váltja a főcímben (Opitz Petrát) Bokros Lindaként.
- 2010. november 2-ától kicsit módosult a főcím, nevezetesen kivették Balassa Imrét (Kinizsi Ottó) és Weidner Nikolettet (Kakasy Dóra), azonban bekerült Bokros Gizi (Gyebnár Csekka) és Jenes Balázs (Aradi Balázs), valamint több szereplő másképpen jelenik meg a főcímben.
- 2011. november 11-től modernebb, 16:9-es képi arculattal látható a főcím, amelyben 24 szereplőt mutattak be az alkotók. Ezen időponttól a sorozatból már távozott dr. Ferenczy Orsolya (Lóránt Kriszta) és Illés Vanda (Kardos Eszter) nem szerepel a főcímben, ugyanakkor bekerült Holman Hanna (Nyári Diána), Fekete Alíz (Nagy Alexandra), Fekete Luca, (Koller Virág), Bokros Ádám (Solti Ádám), valamint a hosszú idő után visszatérő Juhász Gabi (Peller Anna).
- 2012. augusztus 21-től, a 15. évad kezdetétől ismét megújult a főcím, amiben Juhász Gabi (Peller Anna) már nem látható, Berényi Timi szerepében új gyermekszínész került be (Jelinek Éva), továbbá Illés Máté (Puha Kristóf) is szerepel. Ezt követően 2012. november 9-től az Illés Pétert játszó színészt cserélték és ezen időponttól Kiss Péter Balázs szerepel, ugyanakkor Berényi Bandit (Bereczki Gergő) kivették a főcímből, november 16-tól pedig Kertész Géza (Németh Kristóf) helyett Fekete Bözsi (Szilágyi Zsuzsa) látható a főcímben.
- 2013. január 2-től újabb főcímmel kezdődnek az epizódok, amelyből kikerült Berényi András (R. Kárpáti Péter) és Bokros Linda szerepében új színész (Munkácsy Kata) látható, valamint a főszereplőket bemutató képsorok is megújultak.
- 2013. február 12-től az epizódok HD minőségben láthatók.
- A 15. évad során két alkalommal változott a főszereplőket bemutató főcím, amelyben 2013. március 25-től nem szerepel Nádor Kinga (Balogh Edina) és Fekete Szabolcs (Bozsek Márk), majd április 24-től Bárány Enikő (Pataki Szilvia) és Bartha Krisztián (Seprenyi László) is láthatóak.
- 2013. október 2-től Fekete Szabolcs (Bozsek Márk) újra szerepel a főcímben, valamint Bárány Enikő (Pataki Szilvia) és Bartha Krisztián (Seprenyi László) másképpen jelennek meg a főcímben.
- 2014. november 24-től a szereplőket bemutató főcím képsorok teljes egészében megújulnak, követve a szereplők változását, vagyis Berényi Claudia (Ábrahám Edit), Fekete Szabolcs (Bozsek Márk), Jenes Balázs (Aradi Balázs) és Bokros Linda (Munkácsy Kata) már nem láthatók, míg Berényi Ágnes (Gubík Ági), és Schneider Róbert (Pásztor Tibor) bekerülnek a főcímbe.
- 2015. január 8-án a sorozat producere, Kalamár Tamás bejelentette, hogy 17 év és 7324 epizód után megválik a sorozattól. Utódja Rozgonyi Ádám lett, aki 1999 és 2006 között rendezőként is dolgozott a sorozatnál.
- 2015. június 22-én a főcímben kisebb változás következett be, Bárány Enikőt (Pataki Szilvia) kivették, ugyanakkor Nagy Tóbiás (Józan László) bekerült helyette.
- 2016. január 4-től Schneider Róbert (Pásztor Tibor) kikerült a főcímből.
- 2017. június 26-án Rozgonyi Ádám bejelentette, hogy két és fél év után távozik a produkcióból, helyét megbízott kreatív producerként Szerencsés Gabriella vette át.[3]
- 2017. október 9-étől minden epizód elején „Korábban…” résszel lehetett feleleveníteni a sorozat előző adásainak azon néhány cselekményszálát, amely az aktuális epizódban is folytatódni fog.
- 2018. október 26-án a sorozat 20. születésnapja alkalmából speciális dupla epizódot vetítettek, így a megszokott 2 helyett 4 részt adtak le.
- 2019. március 18-ától 4K technológiával rögzített részek voltak adásban. A sorozat arculata némileg megváltozott ezzel egy időben.
- 2019. augusztus 26-ától a körülbelül 12-13 perces részek helyett körülbelül 15 perceseket sugároztak.
- 2019. szeptember 1-től a sorozat producere Ondruss Ilona, vezető írója pedig Várkonyi Zoltán helyett Lányi Balázs volt.[4]
- 2019. szeptember 10-én megújult a sorozat végefőcíme.
- 2020. április 27-én teljesen megújult a sorozat arculata. A főcím is teljesen új stílusú lett; rövid jelenetek helyett minden főszereplő egy képkeretben helyezkedik el, illetve a főcímdal is modernebb stílusú lett. Innentől kezdve a végefőcímnél a következő részből mutatnak néhány jelenet(részlet)et, illetve a végefőcím zene is megváltozott. A sorozat vetítési rendje is megváltozott, ismét kizárólag egy esti adást adtak.
- 2020. június 8-án megújult a sorozat.
- 2020. június 16-án a távozó Bartha Krisztiánt (Seprenyi László) kivették a főcímből.
- 2020. július 28-án a „Korábban…” rész előtti és utáni zene, illetve a „Maradjanak velünk, mert a reklám után kezdődik a Barátok közt következő része.” rész alatti zene megújult.
- 2020. október 12-én a távozó Berényi Bandit (Bereczki Gergő) , Epres Adélt (Papp Barbara) és Harmath Gergőt (Pesák Ádám) kivették a főcímből, helyükre Háros Kornélt (Endrédy Gábor), Selmeczi Vincét (Nagy Péter János) és Szekeres Dorkát (Litauszky Lilla) rakták.
- 2020. december 1-én bejelentették, hogy a sorozat megszűnik előreláthatólag 2021 nyarán.
- 2021. február 1-én a sorozat késő esti ismétlése átkerült az RTL Híradó – Késő esti kiadás utánra.
- Körülbelül 2021. február elején a távozó Illés Vanda (Kardos Eszter) kikerült a főcímből.
- Körülbelül 2021. június elején a főcímbe bekerült Fekete Tünde (Murányi Tünde).
- 2021. június 21-én és 22-én speciális főcím került adásba, mivel Dr. Balogh Nóra (Varga Izabella) álmában szerepelt Kertész Magdi (Fodor Zsóka), így a szereplők története megváltozott. Ebben a négy speciális részben (10417–10420. rész) a normál főcímben szereplők közül hárman nem szerepeltek: Berényi Attila (Domokos László), Kertész Bözsi (Szilágyi Zsuzsa) és Selmeczi Vince (Nagy Péter János), viszont szerepelt benne Kertész Magdi (Fodor Zsóka).
- 2021. június 29-én bejelentették, hogy az utolsó két epizód (10455. és 10456.) 2021. július 17-én 20 órakor kerül adásba. Az epizód a megszokottnál hosszabb, kb. 40 perces volt.

## Szereplők

### Szereplők a sorozat utolsó epizódjaiban
Főszereplők
| Szereplő        | Színművész                                                                 | Év                                     | Leírás |
| --------------- | -------------------------------------------------------------------------- | -------------------------------------- | --- |
| Dr. Balogh Nóra | Varga Izabella                                                             | 1998–2001, 2002–2021                   | Timi édesanyja, Levente menyasszonya. Ügyvédnő.                                                                                     |
| Somogyi Levente | Karalyos Gábor                                                             | 2019–2021                              | Simon testvére, Nóra vőlegénye. Kerékpárszerelő Simon szervizében.                                                                  |
| Berényi Attila  | Domokos László                                                             | 2009–2021                              | Júlia élettársa. Magánnyomozó. |
| Berényi Júlia   | Mérai Katalin                                                              | 2007–2021                              | Máté édesanyja, Claudia lánya, Attila élettársa. A Berényi Kft. vezetője.                                                           |
| Berényi Claudia | Ábrahám Edit                                                               | 1998–2014, 2015, 2016, 2018, 2019–2021 | Júlia édesanyja, Máté nagyanyja, Egon barátnője. Nyugdíjas.                                                                         |
| Somogyi Simon   | Tóth Károly                                                                | 2019–2021                              | Levente testvére, Timi barátja. Kerékpárszerelő a saját szervizében.                                                                |
| Berényi Timi    | Pásztor Virág                                                              | 2007–2016, 2018–2021                   | Nóra lánya, Simon barátnője. Divattervező.                                                                                          |
| Berényi Timi    | (korábban Szabó Gréta Barbara, Pekárovics Réka, Rada Klaudia, Jelinek Éva) | 2007–2016, 2018–2021                   | Nóra lánya, Simon barátnője. Divattervező.                                                                                          |
| Fekete Luca     | Truckenbrod Fanni                                                          | 2011–2021                              | Lili féltestvére, Alíz lánya, Tünde unokája, Bözsi dédunokája, Bandi barátnője. Londonban él.                                       |
| Fekete Luca     | (korábban Koller Virág)                                                    | 2011–2021                              | Lili féltestvére, Alíz lánya, Tünde unokája, Bözsi dédunokája, Bandi barátnője. Londonban él.                                       |
| Fekete Alíz     | Nagy Alexandra                                                             | 2011–2021                              | Luca és Lili édesanyja, Tünde lánya, Bözsi unokája, Zsolt barátja. Egy ismeretlen helyre költözött Zsolttal annak ellenségei miatt. |
| Kertész Bözsi   | Szilágyi Zsuzsa                                                            | 2011–2021                              | Tünde édesanyja, Alíz nagyanyja, Luca és Lili dédnagyanyja, Vilmos felesége. László kisboltjában eladó.                             |
| Kertész Vilmos  | Várkonyi András                                                            | 1998–2021                              | Bözsi férje. László kisboltjában eladó.                                                                                             |
| Novák László    | Tihanyi Tóth Csaba                                                         | 1998–2021                              | Las Vegasban él. |
| Novák Gizella   | Gyebnár Csekka                                                             | 2008–2021                              | Londonban él. |
| Harmath Szonja  | Bátyai Éva                                                                 | 2018–2021                              | Vince barátnője. Terhes, illetve Maja gyermekét is örökbe fogják fogadni. A Berényi Kft.-ben dolgozik.                              |
| Selmeczi Vince  | Nagy Péter János                                                           | 2020–2021                              | Szonja barátja. A Berényi Kft.-ben dolgozik.                                                                                        |
| Várhegyi Olivér | Szabó Máté                                                                 | 2019–2021                              | Panni édesapja, Klára fia, Gigi férje. A Rózsa tulajdonosa.                                                                         |
| Veintraub Gigi  | Görgényi Fruzsina                                                          | 2016–2021                              | Olivér felesége. A Rózsa tulajdonosa.                                                                                               |
| Bartha Zsolt    | Rékasi Károly                                                              | 1998–2001, 2003–2015, 2016, 2017–2021  | Oszkár édesapja, Alíz barátja. Egy ismeretlen helyre költözött Alízzal ellenségei miatt.                                            |
| Szilágyi Oszkár | Gombos Krisztián                                                           | 2010–2016, 2018–2021                   | Zsolt fia. Egyetemista. |
| Szilágyi Oszkár | (korábban Z. Lendvai József)                                               | 2010–2016, 2018–2021                   | Zsolt fia. Egyetemista. |
| Szekeres Dorka  | Litauszky Lilla                                                            | 2020–2021                              | Almássy Hédi barátnője. A bioboltban dolgozik.                                                                                      |
| Háros Kornél    | Endrédy Gábor                                                              | 2020–2021                              | A Berényi Kft. egyik résztulajdonosa.                                                                                               |
| Fekete Tünde    | Murányi Tünde                                                              | 2009, 2014, 2018, 2020–2021            | Alíz édesanyja, Luca és Lili nagyanyja, Bözsi lánya. A Berényi Kft.-ben dolgozik.                                                   |
| Fekete Tünde    | (korábban Simorjay Emese)                                                  | 2009, 2014, 2018, 2020–2021            | Alíz édesanyja, Luca és Lili nagyanyja, Bözsi lánya. A Berényi Kft.-ben dolgozik.                                                   |

Mellékszereplők
| Szereplő       | Színművész                                                                | Év                    | Leírás                                                         |
| -------------- | ------------------------------------------------------------------------- | --------------------- | -------------------------------------------------------------- |
| Berényi Miklós | Szőke Zoltán                                                              | 1998-2019, 2020, 2021 | Timi édesapja. Felébredt a kómából az utolsó részben.          |
| Berényi Bandi  | Bereczki Gergő                                                            | 1999–2013, 2017–2021  | Luca barátja. Egyetemista, Londonban él.                       |
| Berényi Bandi  | (korábban Mile Tamás Zoltán)                                              | 1999–2013, 2017–2021  | Luca barátja. Egyetemista, Londonban él.                       |
| Várhegyi Panni | Jakab Ada                                                                 | 2019–2021             | Olivér lánya, Várhegyi Klára unokája.                          |
| Várhegyi Klára | Bánfalvy Ágnes                                                            | 2020, 2021            | Olivér édesanyja, Panni nagyanyja.                             |
| Illés Máté     | Csizmadia Máté Noel                                                       | 2009–2021             | Júlia fia, Claudia unokája.                                    |
| Illés Máté     | (korábban Csepeli Száva Hanna, Kergyó Richárd, Puha Kristóf, Kiss Lénárd) | 2009–2021             | Júlia fia, Claudia unokája.                                    |
| Almássy Hédi   | Mikecz Estilla                                                            | 2021                  | Dorka barátnője.                                               |
| Király Egon    | Szerednyey Béla                                                           | 2021                  | Claudia barátja.                                               |
| Török Maja     | Simon Boglárka                                                            | 2020, 2021            | Vince ismerőse. Nórának dolgozik asszisztensként.              |
| Tóth Gábor     | Tóth András                                                               | 2010–2021             | A Rózsa üzletvezetője.                                         |
| Réti Amanda    | Bajusz Zsuzsanna                                                          | 2021                  | Máté siketnéma barátnője.                                      |
| Bartha Lili    | Szivák Soma                                                               | 2019–2021             | Luca féltestvére, Alíz lánya, Tünde unokája, Bözsi dédunokája. |
| Bartha Lili    | (korábban Sávai Zoé, Török Luca)                                          | 2019–2021             | Luca féltestvére, Alíz lánya, Tünde unokája, Bözsi dédunokája. |

### Eredeti szereplők
Berényi Miklós (Szőke Zoltán), Berényi András (R. Kárpáti Péter), Berényi Zsuzsa (Csomor Csilla), Berényi Kata (Juga Veronika), Berényi Dani (Váradi Zsolt), Berényi Claudia (Ábrahám Edit), Berényi Ákos (Somorjai Tibor), Novák László (Tihanyi-Tóth Csaba), Novák Csaba (Kőváry Tamás), Novák Éva (Csapó Virág), Juhász Gabi (Pető Fanni), Dr. Balogh Nóra (Varga Izabella), Hoffer József (Körtvélyessy Zsolt), Hoffer Misi (Halász Gábor), Hoffer Eszter (Konta Barbara), Kertész Vilmos (Várkonyi András), Kertész Magdolna (Fodor Zsóka) és Kertész Mónika (Farkasházy Réka). (Félkövérrel a befejező részekben is listázott szereplők.)

## Epizódok
| Évad | Évad | Részek száma | Sugárzás            | Sugárzás         | Adó |
| Évad | Évad | Részek száma | Évadbemutató        | Évadzáró         | Adó |
| ---- | ---- | ------------ | ------------------- | ---------------- | --- |
|      | 1    | 328          | 1998. október 26.   | 1999. június 16. |     |
|      | 2    | 402          | 1999. szeptember 6. | 2000. június 16. |     |
|      | 3    | 470          | 2000. augusztus 28. | 2001. július 27. |     |
|      | 4    | 460          | 2001. augusztus 27. | 2002. július 26. |     |
|      | 5    | 460          | 2002. augusztus 26. | 2003. július 25. |     |
|      | 6    | 458          | 2003. augusztus 25. | 2004. július 23. |     |
|      | 7    | 460          | 2004. augusztus 23. | 2005. július 22. |     |
|      | 8    | 456          | 2005. augusztus 22. | 2006. július 21. |     |
|      | 9    | 462          | 2006. augusztus 21. | 2007. július 27. |     |
|      | 10   | 450          | 2007. augusztus 27. | 2008. július 25. |     |
|      | 11   | 454          | 2008. augusztus 25. | 2009. július 24. |     |
|      | 12   | 438          | 2009. augusztus 31. | 2010. július 16. |     |
|      | 13   | 448          | 2010. augusztus 23. | 2011. július 15. |     |
|      | 14   | 404          | 2011. augusztus 22. | 2012. június 29. |     |
|      | 15   | 418          | 2012. augusztus 21. | 2013. június 28. |     |
|      | 16   | 428          | 2013. augusztus 21. | 2014. július 4.  |     |
|      | 17   | 492          | 2014. július 14.    | 2015. július 10. |     |
|      | 18   | 502          | 2015. július 13.    | 2016. július 15. |     |
|      | 19   | 496          | 2016. július 18.    | 2017. július 14. |     |
|      | 20   | 490          | 2017. július 17.    | 2018. július 13. |     |
|      | 21   | 488          | 2018. július 16.    | 2019. július 12. |     |
|      | 22   | 488          | 2019. július 15.    | 2020. július 10. |     |
|      | 23   | 502          | 2020. július 13.    | 2021. július 17. |     |

## Cselekmény
Több évtizeddel korábban egy csapat gyermek sorsa különös és elszakíthatatlan szállal fonódott össze, amikor egy rideg intézmény gondjaira hagyták őket. Mély barátság szövődött köztük, amely kiállta az idő próbáját, és nagyratörő álmok szülője lett. Az azóta eltelt évek során megélték a siker és a bukás sokféle szintjét. Karriert építettek, családot alapítottak, gyermekeik születtek, elváltak. Néhányuk nem is gondolták, hogy később egy házban fognak lakni.

### 1. évad
A sorozat ott kezdődik, hogy a fő helyszínt adó Mátyás király tér 1. alatti ház felújítása zajlik. A felújítási munkát a Berényi Testvérek Építőipari Kft. végzi, melynek vezetője Berényi Zoltán, akinek neve nemcsak az építőiparban, hanem az alvilágban is ismert volt. Testvére, a mindig tiszta utat választó Berényi András, aki büszke családapa, két gyermek, Berényi Kata és Berényi Dani édesapja. Felesége Berényi Zsuzsa, aki gyermekéveit is ebben a házban töltötte, mert akkor ott még egy árvaház működött. A házban dolgozott vagy lakott a szereplők többsége. A harmadik, legkisebb fivér Berényi Miklós, aki általában az illegális, és alvilági ügyekbe mászik bele. Berényi Zoltán, – aki tehát abban a házban nőtt fel, amit felújít – mindenkinek lakást adott a házban, akinek köszönhet valamit. Gyermekkori barátainak és lakótársainak, Juhász Gabinak, Dr. Balogh Nórának, illetve egykori nevelőinek, Kertész Vilmosnak és Kertész Magdolnának. A lehetőséggel mindenki élt, kivéve Balogh ügyvédnő, hisz neki volt egy saját lakása, de sokat bukkant fel így is a házban. A ház földszintjén a Rózsa Bisztró áll, melyet Juhász Gabi vezet. A házba nemcsak a régi lakótársak költöztek be, hanem Berényiék jobb keze, Hoffer József és két gyermeke, Hoffer Eszter és Hoffer Mihály. Az első részben Berényi Zoltán és sofőre, Csurgó István halálos balesetet szenvedett, melyet Berényiék legnagyobb riválisa, Nagy Ferenc okozott. A balesetben Berényi Zoltán életét vesztette, így hagyta magára feleségét, Berényi Claudiát, és fiát Berényi Ákost. Zoltán házas volt, de mindig volt legalább egy, vagy két nő az életében Claudián kívül. A halála előtt közvetlenül két nővel csalta a feleségét, Marosi Krisztinával (Miklós későbbi barátnőjével), és Berényi Zsuzsával, a sógornőjével. Érdekesség, hogy Zoltán halálának napján fogant meg András nevelt fia, Berényi Bandika. Claudia nem sokáig gyászolta férjét. Zoltán halála után nem sokkal összejött Dr. Fenyvessy Sándor ügyvéddel, akit leginkább a Claudiára hagyott villa, és pénz érdekelt. Nagy Ferencet nem vonták felelősségre a halálos közúti baleset okozása miatt, de az országból elmenekült. Novák Laci, aki leginkább a nőügyeiről vált híressé, éppen akkor szakított volt barátnőjével, biztosra vette, hogy egykori barátnőjéhez, Juhász Gabihoz beköltözhet. Gabi előbb ellenkezett, majd végül mégis befogadta Lacit, és elhatározták, hogy gyereket akarnak. Eközben a házba költözött Laci fia, Csaba, és volt felesége, Éva, aki egy fodrászatot üzemeltetett a Rózsa Bisztró mellett. Zoltán halála után Miklós összejött Marosi Krisztinával. Eközben Novák Laci alvilági ügybe keveredett, így Bartha Zsolt, és emberei felkeresték (Zsolt akkoriban egy night clubot üzemeltetett), így került Zsolt a történetbe, aki Csurgó Istvánnal, és barátnőjével, Kertész Mónikával költözött be a házba. Az évad vége felé Hoffer Mihály apja bőröndjében talált egy cikket, miszerint lerombolták engedély nélkül egy szegény család házát. Misi, apja pénzét lopva elkezdte segíteni a Kozák családot olyan luxuscikkekkel, amik Hofferéknek is kellenek. 1999 tavaszán megszületett Berényi Zsuzsa és Berényi Zoltán közös gyermeke, Berényi András (Bandika), akinek születésénél nem András, hanem Berényi Ákos volt ott, és segített. Berényi Miklós alvilági üzletekbe keveredett, de emiatt nem vonták felelősségre. Miklós, akit közben több meglepetés ért, például felbukkant Sági Rita, Csurgó és Miklós egykori szerelme, aki közölte Miklóssal, hogyha nem szakít Krisztával, és nem jön vele össze, akkor börtönbe fogja juttatni. Miklós nemet mondott, így Rita ezek után okozott Miklósnak némi kellemetlenséget. Az évad végén Nagy Ferenc visszatért Magyarországra, hogy folytassa a bosszúját a Berényieken. Kitalálta, hogy elrabolja Krisztát, és megöli. Ez a terve bejött, csak éppen arra nem számított, hogy Rita is bosszút akar állni Miklóson. Rita kiszabadította Krisztát, és felrobbantotta Nagy Ferencet úgy, hogy Miklós kulcsát eldobta a robbantás helyszínén. Eközben pedig Bandika keresztelője volt, ahol Miklós – nagy nehezen – keresztapa lett, Juhász Gabi pedig keresztanya, így amikor Bandika megkapja a keresztvizet, Nagy Ferenc felrobban. Így ért véget az első évad.

### 2. évad
Rita bosszúja sikerrel jár, Miklóst lecsukják, mert őt vádolják Nagy Ferenc meggyilkolásával, ezért a többiek próbálják megkeresni a pszichopata nőt. Eszter és Kata megismerik Viktort, akinek mindkét lány tetszik. Misi továbbra is titokban pénzt ad Kozákéknak. Később kiderül, hogy a pénznek nincs köze a kilakoltatáshoz, ezért végül Misi kibékül az apjával. Misi össze jön Kozák Lucával, aki valami rosszban sántikál. A cég vezetését időközben Claudia veszi át, Miklós megbízásából. Nóra összejött Csabával,de később szakítanak mikor ez kiderül a nyilvánosság előtt. Emiatt Csabát a foci csapattól is eltanácsolják, mivel nem járt az edzéseire. Mónika bevallja a családjának, hogy beteg, pár hétre rá sikeresen megműtik. Miklós börtönbe kerül ideiglenesen, ahol megverik és kómába kerül. Közben a család megtalálta Sági Ritát az egri börtönben. István titokban magnóra veszi, mikor Rita bevallja a robbantást. Ezt átadják a rendőrségnek, ezért Miklós ellen ejtik a vádat. Viktor lebukik, hogy Katát és Esztert is csak hülyítette, az utóbbival le is feküdt. József a lánya tettét nehezen fogadja el, ezért egy ideig nem beszél vele. Éva bevallotta Józsefnek, hogy ő biztatta Esztert, ezért József szakít Évával és kibékül a lányával. Miklóst látomások és szorongások gyötrik. András kidobja a lakásból Zsuzsát miután kiderül, hogy lefeküdt Zoltánnal és Bandika az ő gyereke. Gabiról kiderül, hogy meddő, amitől lelkileg összeomlik. Gabi egyre többet segít Andráséknak, ezzel próbálja pótolni a gyerek utáni vágyát. Magdi felkeres egy természetgyógyászt, hogy kezelje Mónikát, hogy ne tudjon kialakulni nála újra a daganat, amihez segítséget kér Erzsitől. Viszont Mónika allergiás a készítményekre ezért elájul és kórházba kerül. Közben Reményi eltűnik az összes pénzzel. István szerelmet vall a kórházban Mónikának, ettől Zsoltnak eldurran az agya és kiüti Istvánt. Mónika elbizonytalanodik, kit is szeret valójában. Ezért külföldre megy pár hétre, hogy átgondolja a dolgot, végül Zsolt mellett dönt.
Gabi zavarodott állapotban elrabolja a legkisebb Berényit és elviszi a család balatoni nyaralójába. Berényiék a rendőrség segítségéhez fordulnak, végül Magdi adja a nyomot, amin el tudnak indulni. Zsuzsának eszébe jut, hogy Gabi valószínű a keszthelyi nyaralóba ment, ahol megtalálják Gabit és Bandikát is. Gabit nem fogadják a házban szívesen amitől teljesen összeomlik és elköltözik a házból mindent hátrahagyva. A Bisztró vezetését Kriszta veszi át. Miklós lelkileg összeszedi magát és vissza tér a cég élére. Miklóst furdalja a bűntudat, amiért még hónapokkal ezelőtt megállapodott Claudiával, miszerint kifosztják Ákost az örökségéből. Ákos bosszút forral Claudiával és Miklóssal szemben. Ákos csak látszólag bocsát meg Miklósnak és hozzá költözik. Ákos miatt hiúsul meg a golf pálya projekt, majd előáll az ötlettel, nyissanak egy Night Club-ot. Miklós ehhez Zsolt pénzügyi segítségét kéri.
Fenyvessy Ákos közreműködésével lelép Claudia összes pénzével, így teljesen kiforgatva Claudiát a vagyonából. Claudia egyedül marad és még Ákos is bevallja neki a tettét, így Bécsbe menekül rendezni az életét. Magdi és Vilmos nyernek a lottón. Magdi ebből egy mosógépet akar venni, de ekkor fiúk, Géza azt kéri, hogy a nyereményt költsék ügyvédre, aki kihozná őt a börtönből.
Luca egy ideig elhiteti Misivel, hogy gyereke lesz tőle, de később Kata és Eszter lebuktatják a lányt, ezért Misi kidobja Lucát. Misi egyre inkább furcsa dolgot csinál, legfőképp Pistával. Túl sokat akar neki segíteni, már-már olyan mintha egy pár lennének. Felmerül a kérdés: Misi a lányokhoz vagy fiúkhoz vonzódik-e? Eszter Rájön,hogy nagyon szerelmes Ákosba, de Ákost tudatja vele, hogy ez nem kölcsönös. Kata és Csaba újra összejönnek. András nem tud megbocsátani Zsuzsának, de a gyerekek érdekében egy házban élnek de egymástól függetlenül. Nóra rájön, hogy szinte senki sincs az életébe, akire igazán számíthat, ezért elhatározza, hogy megkeresi az igazi szüleit. Ebben Claudia is segít neki. Nyomozása során Nóra eljut a szülését levezető orvoshoz, akiből kiszedi, hogy az édesanyját Szigeti Editnek hívják, a nő azonban az első találkozáskor letagadja, hogy ő lenne az anya, és Szigeti Verának, Edit testvérének hazudja magát. A nőt végül Claudia buktatja le. Nóra némi zsarolással kiszedi az anyjából az édesapja nevét, akiről kiderül, hogy Rácz Bélának hívják és cigány, tehát félig Nóra is az.

## Barátok közt után
A sorozat befejezését követően, 2022. november 16-án kezdődött a Ki vagy te, mely sorozat egyik főszereplője Pásztor Virág, aki Berényi Timi karakterét jeleníti meg itt is. Rácz Rita is megjelenik a sorozatban, aki itt is Timi nagynénikéjét, Rácz Rozit alakítja. A két sorozatnál közös, hogy mindkét sorozat producerei voltak Herczeg András és Lányi Balázs, továbbá rendezői Bánovits Ottó, Kovács Ender Krisztián, Labancz István, Márton István és Miklauzic Bence, illetve Lányi Balázs író.

## Érdekességek
- Novák Laci (Tihanyi-Tóth Csaba) az egyetlen, aki a kezdetektől az utolsó részig, szünet nélkül állandó szereplője volt a sorozatnak.
- A Drága örökösök című sorozatban a 4. évad 54. részében Attila (Haagen Imre) Barátok közt részeket nézett.
- Bátyai Éva, Solti Ádám, Áron László, Babicsek Bernát, Lugosi György (három), Szerednyey Béla (három), Huszárik Kata, Fazekas Júlia, Tóth Richárd, Farkas Richárd, Karalyos Gábor, Gyebnár Csekka, Mikecz Estilla, Komornik András, Katkó Ferenc, Sztárek Andrea, Szokol Péter, Borbáth Ottília, Réti Barnabás, Trokán Péter, Rázga Miklós, Tűzkő Sándor, Csomor Ágnes, Veres Veronika, Bolla Róbert, Mészáros Árpád Zsolt, Tóth András, Bognár Gyöngyvér, Lecső Péter, Kocsis Dénes és Hullan Zsuzsa a sorozatban két különböző karaktert is alakítottak.
- Az egy karakterre jutó színészek tekintetében Illés Máté és Berényi Timi karaktere vezet: egymást váltva, Alex és Júlia fiát négy fiú és (baba korában) egy kislány, míg Miklós és Nóra lányát öt lány játszotta. Berényi Miklóst (gyerek-és kamaszkori énjeit is beleszámítva) négyen, Bokros Lindát hárman, a Berényi Andrást és Zoltánt, Balogh Nórát, Novák Lacit  (a visszatekintő epizódokat is beleszámítva) ugyancsak hárman-hárman, Mátyás Tildát, Illés Vandát, Temesvári Noémit, Kertész Gézát, Kertész Mónikát, Berényi Bandit, Juhász Gabit, Szilágyi Oszkárt pedig ketten alakították a sorozat folyamán.
- 2004-ben, 2018-ban és 2019-ben többször kerültek adásba olyan különleges epizódok, ahol a szereplők gyermek- és kamaszkorának fontosabb eseményeit mutatták be a készítők a nézőknek. Utóbbi két esetben a karakterek kamaszkori énjét  részben az  őket alakító színészek gyermekei játszották el: Szőke Zoltán Bence fia a fiatal Berényi Miklós, Zoltán fia Berényi Zoltán szerepében tűnt fel, R. Kárpáti Péter András nevű fia Berényi Andrást, míg Varga Izabella nagyobbik lánya, Lendvai Anna a fiatal Balogh Nórát testesítették meg.
- 2021. június 21-22-én a 10417.-10420. epizódokban, nem sokkal a sorozat vége előtt, egy alternatív történetváltozatot mutattak be a nézőknek. A készítők azzal a gondolattal játszottak el, hogyan alakult volna a történet, ha Magdi anyus nem hal meg 2009-ben. Az alternatív verzióban, ami tulajdonképpen Nóra álma Nóra Miklós meggyilkolása miatt három éve börtönben ül (innen szabadul Magdi anyusnak köszönhetően), Laci Tünde férje, Szilágyi Oszkár látszólag Harmath Szonja bűntársa, Veintraub Gigi Zsolt párja, Fekete Alíz ügyvéd és  Somogyi Levente felesége, Luca a Rózsa pincérnője, Juli magánnyomozó, Somogyi Simon, Háros Kornél és Szekeres Dorka  Zsolt emberei, Claudia és Egon már Holman Valter halála óta egy pár, és Berényi Timi pedig a Kft. vezetője. Bokros Gizi és Várhegyi Olivér megmaradtak volna eredeti foglalkozásuknál (rendőr illetve sztriptíztáncos).
- A Tilda nevű kamaszlánnyal szembeni erőszakhoz tartozó rész az ismétlésekből teljesen kimaradt és az epizód csak az RTL Most felületén látható. Ismeretlen helyzet, hogy – még luxemburgi felügyelettel is – 16+ korhatár lenne-e szükséges. (2002 júniusában csak ez az egy epizód kapott régi 14-es korhatárt.) Ezáltal pedig későbbi 16-ba sorolt epizódok is kimaradhatnak vagy vágott változatot kaphatnak a Gold adásán.

## Díjai
- Story Ötcsillag-díj (2001, 2008, 2019) – az év tévés produkciója, Story Legenda-díj (2019)